# Bombe A
Pour les articles homonymes, voir Bombe.

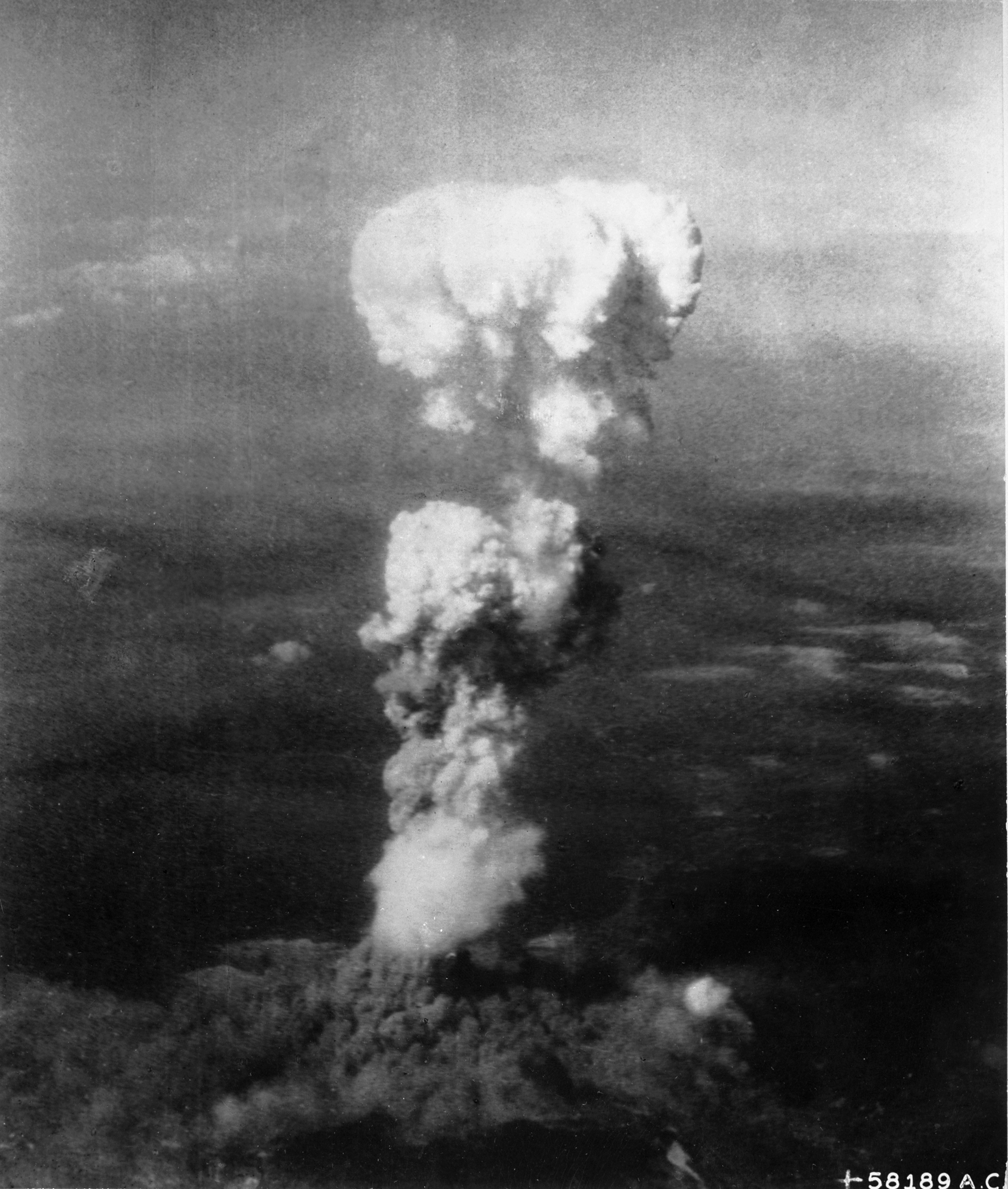
La bombe nucléaire de Hiroshima, Japon

Une bombe A, communément appelée bombe atomique, bombe à fission ou bombe nucléaire, est un engin explosif dans lequel la capacité offensive de la charge (composée d'une force de souffle, d'une hausse brutale et colossale de chaleur, ainsi que de radiations) est obtenue par la fission nucléaire d'un noyau suffisamment lourd pour atteindre une masse critique d'éléments fissiles comme l'uranium 235 ou le plutonium 239.
Les bombes à fission furent les premières armes nucléaires développées ; c'est également l'explosion d'une masse critique fissile qui permet l'allumage d'une bombe H dans les engins modernes.
Dans l'histoire de l'arme nucléaire, il s'agit, depuis 1945, du seul type de bombe ayant servi lors d'un conflit. Durant la Seconde Guerre mondiale, deux bombes A, baptisées respectivement Little Boy (à l'uranium) et Fat Man (au plutonium), furent utilisées par l'armée américaine pour bombarder les villes d'Hiroshima et Nagasaki en août 1945.

## Histoire

### Un procédé théorique imaginé en France
En 1939, Otto Hahn et Fritz Strassmann apportèrent la preuve de la faisabilité de la fission de l'uranium par bombardement de neutrons, Frédéric Joliot-Curie, Hans von Halban, et Lew Kowarski démontrent expérimentalement que la réaction en chaîne peut se produire. Le procédé théorique et le principe de détonation améliorée par la force de séparation des atomes fut élaboré collectivement en France par Hans von Halban, Frédéric Joliot-Curie et Lew Kowarski, qui sont à l’origine du dépôt du brevet d'invention portant sur le Perfectionnement aux charges explosives  sous le numéro 971-324 le 4 mai 1939 par la Caisse nationale de la recherche scientifique. Les co-inventeurs avaient évidemment caché l'existence de leur brevet aux occupants allemands. Le brevet est dès son dépôt classé secret défense, grâce à l’action de Frédéric Joliot et de son équipe, qui fit de la France le premier pays à comprendre l’importance de l’énergie nucléaire militaire et civile.
En raison de la guerre, le brevet ne sera délivré que le 12 juillet 1950, et tomba dans le domaine public en 1959. Ce brevet décrit, bien avant les travaux du projet Manhattan, le principe de fonctionnement d’une bombe A. Il établit notamment le mécanisme de détermination de la masse critique et de séparation en masses sous-critiques rapprochées lors de la mise à feu. Il était présenté en vue de servir « pour des travaux de mine et pour des travaux publics, mais encore pour la constitution d’engins de guerre ». S’y s'ajoutaient quatre autres brevets déposés de 1939 à 1940 et portant sur la production d'énergie. Ces brevets ont rapporté peu de redevances au regard de leur importance. Une part de l'argent obtenu est affectée à la recherche scientifique via l'attribution de bourses.

### Le projet Manhattan
Du fait de la défaite de la France en 1940, c'est aux États-Unis que la première bombe atomique fut mise au point et assemblée durant le projet Manhattan. Ce projet est mis sur pied à la suite d'une lettre signée par Albert Einstein (aux opinions pacifistes), adressée au président des États-Unis, Franklin Delano Roosevelt. Dans cette lettre (dite Lettre Einstein-Szilárd), datée du 2 août 1939, Einstein ainsi que d'autres physiciens expliquent à Roosevelt que l'Allemagne nazie effectue des recherches sur la fission nucléaire et ses applications possibles dans le domaine militaire, comme la création d'une bombe atomique. Einstein explique que cette bombe est capable de libérer une énergie si colossale qu'elle pourrait détruire une ville entière.
Le 14 août 1940, le Comité consultatif pour l'uranium, un organisme fédéral créé par Roosevelt, après avoir pris connaissance de la lettre, demande dans un mémorandum la création d'un projet de recherche sur le thème de la fission nucléaire et sur ses applications militaires. Une somme de 100 000 dollars est débloquée. La première étape consiste en l'enrichissement de l'uranium naturel en uranium 235 fissile, c'est-à-dire que son atome peut se « casser » et produire une réaction de fission nucléaire. Durant cette étape de recherche, un second élément fissile est découvert, le plutonium.
Alors que jusque-là, le projet avait uniquement un but expérimental, avec pour objectif de valider la réalisation d'une bombe atomique, il est décidé en octobre 1941, au vu des résultats, de passer au stade du développement. Le projet Manhattan vient de voir le jour. Des milliers de chercheurs, mis au secret, vont développer cette arme. Plusieurs laboratoires sont construits un peu partout aux États-Unis, comme dans le Tennessee, à Washington et enfin le plus célèbre, le LANL de Los Alamos au Nouveau-Mexique en mars 1943.
Le laboratoire national de Los Alamos (LANL) est dirigé par le physicien Robert Oppenheimer, il sera entouré par une brillante équipe de physiciens, parmi lesquels quatre prix Nobel de physique (Niels Bohr, James Chadwick, Enrico Fermi et Isidor Isaac Rabi). Durant deux ans, ils vont surmonter un grand nombre de problèmes techniques, aidés par un budget de deux milliards de dollars. Ils développent les deux filières, uranium et plutonium en parallèle. Au début de juillet 1945, s'ils disposent de bombes opérationnelles dans chacune des filières, ils ont encore un doute sur la bombe au plutonium. Ils décident donc que le premier test portera sur cette technologie.
Le 16 juillet 1945, sur la base aérienne d'Alamogordo, la première bombe atomique, Gadget, explose lors d'un test baptisé Trinity. La petite histoire dit que Kenneth Bainbridge, le responsable des essais, glissa à l'oreille de Robert Oppenheimer, qui avait déclaré I am become Death, the Destroyer of Worlds (« Maintenant, je suis la Mort, le Destructeur des Mondes ») après l'explosion : Now we are all sons-of-bitches (« À partir de maintenant, nous sommes tous des fils de putes ») .

### L'emploi opérationnel au Japon
Trois semaines après l'essai réussi Trinity, dans la matinée du 6 août 1945, le président Harry Truman, qui a succédé à Franklin Roosevelt décédé le 12 avril, donne l'ordre de larguer une bombe atomique sur un objectif civil, la ville d'Hiroshima, avec pour objectif de faire capituler le Japon.
Cette bombe fut surnommée par l'armée américaine Little Boy (« Petit garçon »), du fait de sa petite taille, et Pikadon (« Lumière et bruit ») par les japonais. La bombe A à l'uranium enrichi (de type revolver) détona en expulsant une énergie équivalente à environ 15 kt de TNT. Il est difficile de connaître avec précision le nombre de personnes tuées par l'explosion. Le département de l'Énergie des États-Unis (DOE) estime quant à lui le nombre de personnes tuées instantanément à environ 70 000 et environ 200 000 personnes supplémentaires dans les cinq années qui ont suivi .
Le 9 août, trois jours plus tard, Truman donne l'ordre de larguer une seconde bombe, la ville de Kokura (actuellement Kitakyushu) étant la cible primaire. Mais celle-ci étant recouverte par des nuages, c'est Nagasaki, cible secondaire, qui est alors visée : lors d'une éclaircie, le bombardier confond les usines Mitsubishi sur les quais du port avec la cathédrale chrétienne. La bombe larguée, cette fois-ci, est au plutonium, a une puissance de 22 kt et est surnommée Fat Man (« Gros Bonhomme »). Tout comme pour Hiroshima, le nombre de décès est difficile à définir, le DOE estime qu'il y a eu environ 40 000 personnes tuées instantanément et 60 000 autres blessées. En janvier 1946, il était estimé qu'environ 70 000 personnes étaient décédées des conséquences de l'explosion et peut-être le double dans les cinq années suivantes . Les deux bombes ont explosé à environ 500 mètres d'altitude afin de maximiser leurs effets.

### L'âge de la prolifération
La fin de la Seconde Guerre mondiale et la connaissance de la puissance destructrice de la bombe atomique ont poussé plusieurs gouvernements à vouloir acquérir, comme les États-Unis, l'arme nucléaire.
C'est ainsi que rapidement, l'Union soviétique a conçu une bombe A à l'institut panrusse de recherche scientifique en physique expérimentale, le RDS-1, et l'a testée le 29 août 1949. Elle est suivie le 3 octobre 1952 par le Royaume-Uni. Suivront ensuite les premières bombes A de la France en 1960 et la Chine en 1964.

## Formation de la masse critique

### Masse critique et neutrons
Une masse de matériau fissile est qualifiée de critique quand elle devient capable d'entretenir une réaction en chaîne, compte tenu de sa taille, de sa forme, de la pureté et de la composition isotopique du matériau.
Une mesure numérique du caractère critique est le coefficient multiplicateur de neutron k = f - l, où f est le nombre de neutrons relâchés en moyenne par chaque fission d'atome et l est le nombre moyen de neutrons perdus, soit parce qu'ils s'échappent du système ou parce qu'ils sont capturés par d'autres atomes sans produire de fission. Quand k = 1, la masse est dite critique, quand k < 1 la masse est sous critique, et pour k > 1 la masse est dite super-critique.
La masse critique d'une boule de matériau pur (non modéré) en l'absence de réflecteur est d'environ cinquante kilogrammes pour l'uranium 235 et de dix kilogrammes pour le plutonium 239. Si l'on dispose autour de la matière fissile un revêtement renvoyant une partie des neutrons vers elle (réflecteur de neutrons), on peut réduire la masse critique. De même, si on comprime transitoirement cette matière fissile d'un facteur important (sous l'effet d'une onde de choc d'une explosion extérieure), on peut également réduire la masse critique.
Pour éviter que la réaction ne se déclenche n'importe quand, on donne à la matière fissile une forme facilitant l'évasion des neutrons : séparation en deux morceaux, ou boule creuse, donc de plus grande surface. De cette manière la masse critique n'est pas atteinte et il n'y a donc aucun risque qu'une réaction en chaîne s'amorce sans qu'on le désire. Le déclenchement de l'explosion a lieu lorsque toutes les parties de la matière fissile sont brusquement réunies, sous une forme convenable, et atteignent ainsi une masse super-critique.

### Importance de la mise en configuration critique
Pour des raisons évidentes de sécurité, les éléments fissiles d'une bombe atomique sont tenus en configuration sous-critique pour éviter toute explosion nucléaire accidentelle. C'est juste avant le déclenchement de la bombe qu'on lève les différentes sécurités mises pour éviter que la forme critique soit atteinte ; on dit alors que la bombe est armée.
Dans une bombe atomique, il est important que les éléments fissiles soient réunis le plus vite possible. En effet, les éléments fissiles utilisés sont par ailleurs radioactifs, et dégagent naturellement des neutrons. De ce fait, une réaction de fission nucléaire peut se déclencher avant que toute la matière fissile n'ait la meilleure configuration. La puissance de l'explosion se trouve alors amoindrie, parce que la petite explosion qui en résulterait dissiperait le reste de la matière fissible avant qu'elle ait pu prendre part à la réaction.
Il existe plusieurs techniques pour réunir la matière fissile et ainsi atteindre la configuration sur-critique, qui déclenche l'explosion nucléaire. On peut citer deux techniques : par insertion, et par implosion.

### Assemblage par insertion

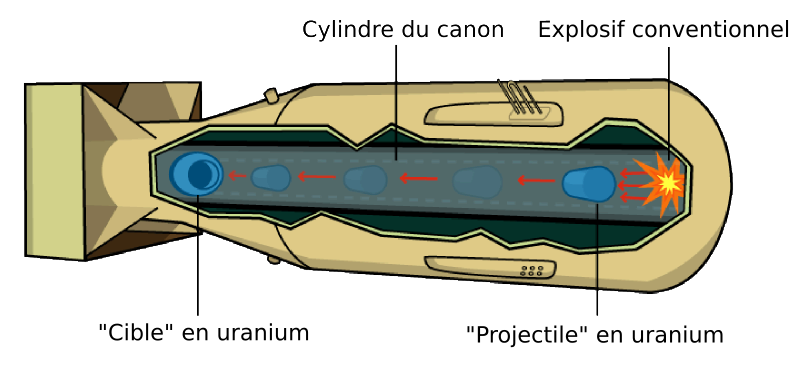
Schéma de la bombe Little Boy.

La technique la plus simple pour déclencher une explosion est de projeter un bloc de matière fissile contre un autre bloc, constitué de la même matière, ou mieux, un bloc cylindrique à l'intérieur d'un bloc creux. C'est la technique de l'insertion, aussi appelée la technique du pistolet — ou du canon. Ainsi, les conditions critiques sont atteintes et la réaction en chaîne est amorcée.
Le bloc de matière fissile est projeté à l'aide d'un explosif très puissant, pour permettre que la forme soit atteinte rapidement. L'inconvénient de cette technique est que bien que cette forme soit atteinte rapidement (de l'ordre d'une milliseconde), elle ne l'est pas assez pour du plutonium 239, qui contient toujours des isotopes, notamment le plutonium 240, dégageant spontanément des neutrons, ce qui amorce l'explosion prématurément, juste au moment où les conditions deviennent critiques. C'est pour cette raison que la technique de l'insertion n'est utilisée que pour les bombes à uranium 235.
La bombe larguée sur Hiroshima, Little Boy, utilisait cette technique. Le fait que cette technique ait été employée sans essai préalable (contrairement au type à implosion utilisé sur Nagasaki) montre à quel point ce mode de fonctionnement est fiable, et relativement facile à maîtriser.
|  | 1. Ailerons stabilisateurs 2. Cône de queue 3. Entrée d'air 4. Détonateur par pression 5. Conteneur en plomb (protection) 6. Bras du détonateur 7. Tête du détonateur 8. Charge explosive (cordite) 9. Projectile en uranium 235 10. Cylindre du canon 11. Cible en uranium 235 avec réceptacle, le réflecteur de neutrons se trouve à son sommet 12. Sondes pour la télémétrie (altimètre) 13. Fusibles d'armement de la bombe (insérés peu avant le largage) |

### Assemblage par implosion

Schéma de la bombe Fat Man.

Schéma de la propagation des ondes de choc et de leur changement de forme dans les explosifs.

La technique de l'implosion est plus complexe à mettre en œuvre. Elle consiste à rassembler la matière fissile disposée en boule creuse, puis à la comprimer de manière à augmenter sa densité et ainsi atteindre une configuration supercritique, qui déclenchera la réaction de fission nucléaire et donc l'explosion.
Sa mise en œuvre est très délicate : la compression de la matière fissile est réalisée à l'aide d'explosifs très puissants disposés tout autour. Mais la détonation de ces explosifs est déclenchée par un ensemble de détonateurs qui doivent être rigoureusement synchronisés. De plus, chaque explosion a tendance à créer une onde de choc sphérique, centrée sur le détonateur. Or on doit obtenir une onde de choc aboutissant simultanément à tous les points externes de la matière fissile, que l'on peut imaginer comme une boule creuse. Ces ondes de choc doivent se déformer pour passer de sphères centrées à l'extérieur à une sphère de centre commun. On aboutit à ce résultat en utilisant des explosifs dont l'onde de choc se déplace à des vitesses différentes, ce qui amène à sa déformation. L'usinage des formes de ces explosifs doit donc être fait avec précision.
Un problème semblable se pose avec le plutonium, qui peut revêtir plusieurs états (phases) de caractéristiques mécaniques différentes, et qui a donc tendance à devenir hétérogène, ce qui aboutirait à une déformation de l'onde de choc. On y remédie, comme dans la métallurgie du fer – où un additif commun est le carbone – par l'addition de faibles quantités d'un autre élément, souvent le gallium.
La technique de l'implosion permet d'atteindre la disposition supercritique bien plus rapidement que par celle de l'insertion. Par implosion, le délai est de l'ordre de deux à trois microsecondes, ce qui est environ cent fois plus rapide que par insertion. Cette technique permet d'utiliser le plutonium 239 comme matière fissile. La technique de l'implosion est également plus sûre puisque la configuration critique n'est atteignable qu'en cas de mise en œuvre de l'explosif classique et non par simple déplacement d'une pièce de métal comme dans le système à insertion.
On peut encore améliorer le rendement et/ou diminuer la masse critique en plaçant entre l'explosif et la matière fissile diverses couches qui peuvent soit avoir un effet mécanique par leur inertie ou en étalant dans le temps l'onde de choc (prolongeant ainsi l'explosion), soit ralentir la perte de neutrons (réflecteur à neutrons diminuant la masse critique).
La première bombe atomique de l'Histoire, Gadget, et la troisième, Fat Man, contenaient du plutonium et utilisaient la technique de l'implosion.

## Explosion d'une masse critique

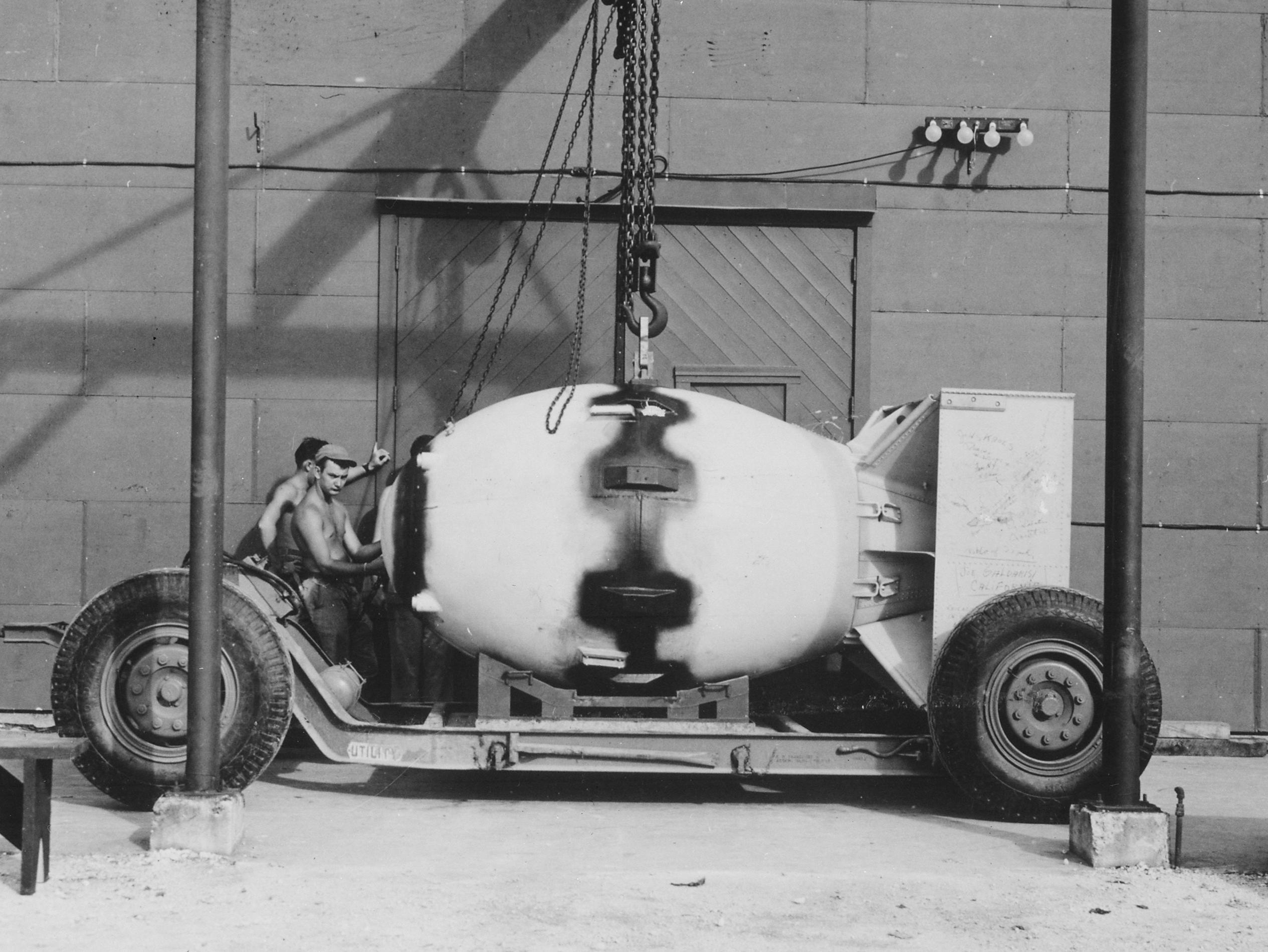
Les premières armes nucléaires, telles Fat Man, étaient très difficiles à transporter et leur mise à feu était complexe.

### Passage en assemblage supercritique
Si la présence d'une masse critique suffit à déclencher une réaction en chaîne, celle-ci n'est pas nécessairement explosive : elle ne l'est pas dans une centrale nucléaire, ni lors d'accident de criticité. Le principal problème technique à résoudre pour assurer l'efficacité de l'explosion est de maintenir le matériau fissile dans une configuration supercritique suffisamment longtemps pour qu'une fraction substantielle de sa masse ait subi la fission et produise de l'énergie.
Pour obtenir une explosion atomique, il faut déclencher une réaction en chaîne dans un matériau fissile, de manière que les neutrons libres puissent se multiplier exponentiellement, en le faisant passer rapidement d'une configuration sous critique (k = 0,9) à une configuration nettement supercritique (typiquement, k = 3). On parle alors de masse sur-critique.
Pour cela, il faut avoir une quantité suffisante de matière fissile, c'est la masse critique, et sous la forme la plus compacte possible, une boule, pour éviter que trop de neutrons ne s'échappent par la surface.
Dans les bombes atomiques, la quantité de matière fissile doit même être supérieure à la masse critique, de l'ordre de trois fois en général.
Pour caractériser l'évolution de la réaction de fission, on utilise un coefficient « alpha » défini comme le coefficient de la croissance exponentielle de la population de neutrons, qui ne dépend que de la géométrie et de l'état de la matière, et est donc sensiblement constant aux échelles de temps considérées :
{\displaystyle N_{t}=N_{0}*e^{\alpha .t}}, ou encore, dα/dt étant négligeable : {\displaystyle \alpha ={\frac {\mathrm {d} (N_{t})}{N_{t}*\mathrm {d} t}}={\frac {\mathrm {d} }{\mathrm {d} t}}Log(N_{t})}
Ce coefficient est nul à la criticité, négatif si l'assemblage n'est pas critique, et d'autant plus positif que la réaction en chaîne sera rapide. Il a la dimension d'une fréquence. Quand il est positif, il est inversement proportionnel au temps de doublement de la population neutronique.
Les seules valeurs accessibles à l'expérience pour le projet Manhattan étaient évidemment celles inférieures à la criticité prompte. Par extrapolation aux densités visées pour l'assemblage supercritique, l'alpha calculé était de 270/µs pour l'assemblage à uranium, et 252/µs pour celui à plutonium ; ce qui représente un temps de doublement de 0,002 57 à 0,002 75 µs.
Chaque fission libère de l'ordre de 2,93×10-11 J. Pour produire par fission une énergie équivalente à 20 kt de TNT, soit 8,367×1013 J, la réaction en chaîne doit porter sur environ 2,856 × 1024 fissions, soit donc de l'ordre de 281,2. Si le temps de doublement est de l'ordre de 0,002 66 µs, l'ensemble du dégagement d'énergie prendra de l'ordre de 0,216 µs.

### Amorçage de la réaction
Pour assurer une explosion efficace, le matériau fissile doit être maintenu suffisamment longtemps dans une configuration supercritique. Mais l'énergie dégagée par la réaction en chaîne tend à chauffer et disperser la masse critique, diminuant sa criticité. Il faut donc que le passage en criticité soit suffisamment brutal pour que la criticité atteinte soit élevée, et que l'inertie de la masse fissile soit suffisante pour qu'elle puisse rester critique le plus longtemps possible avant d'être finalement dispersée par l'explosion.
Pendant que le système évolue vers l'état visé, il est d'abord sous-critique, puis passe par un état juste critique. Dès que la criticité est atteinte, les réactions nucléaires peuvent se développer exponentiellement, initiées par des neutrons provenant de la fission spontanée du matériau employé, et faire exploser l'assemblage avant qu'il n'ait atteint son état optimal. C'est ce que l'on appelle une « pré-détonation ».
Pour que la probabilité d'une telle pré-détonation reste faible, la probabilité qu'un seul neutron puisse être émis entre le passage à l'état critique et l'état optimal doit être négligeable. Pour cela, la conception de l'engin doit être telle que le temps de passage à l'état de réactivité maximal soit le plus court possible, et l'on utilise des matières fissiles qui n'ont qu'un faible taux d'émissions spontanées de neutrons. Pour réaliser une explosion nucléaire, il faut amener la matière fissile dans son état supercritique optimal très rapidement.
Plus le matériau fissile utilisé aura de fission spontanée, et plus il sera nécessaire de passer rapidement en mode supercritique, de manière que la probabilité d'une fission spontanée avant l'optimum soit la plus faible possible, ou que la réaction en chaîne entraînée par une fission spontanée n'ait pas eu le temps de se développer significativement.
Par kilogramme de matière fissile, l'uranium 235 produit 0,3 neutron par seconde, le plutonium 239 en produit 22, pratiquement cent fois plus ; mais surtout le Pu-239 contient toujours une fraction de Pu-240 qui produit 920 neutrons par gramme. C'est à cause du Pu-240 qu'il n'est pas possible de réaliser une arme par rapprochement en utilisant du plutonium comme matière fissile : le temps nécessaire au rapprochement est trop long pour que l'arme soit fiable. C'est également pour cette raison que le taux de plutonium 240 doit être le plus faible possible pour un plutonium dit « de qualité militaire ».
Inversement, pour avoir une arme dont la puissance soit prévisible, il n'est pas possible à la fois d'éviter une pré-détonation, et d'attendre un amorçage spontané : l'assemblage n'atteint son état optimal que pendant un temps très court ; et la probabilité que l'amorçage soit fait par une fission spontanée précisément au moment où on en a besoin est encore plus faible que celle d'un pré-amorçage.
Pour cette raison, les armes nucléaires comportent une source de neutrons, qui envoient une bouffée de neutrons au moment optimal, tel qu'il est déterminé par la conception de l'arme. La quantité de neutrons étant d'ordre molaire représente l'équivalent de ~ 80 doublements de la population neutronique, ce qui représente la marge maximale entre le passage à la criticité et l'amorçage pour une arme fiable.

### Explosion nucléaire
Une fois la masse critique atteinte, la réaction en chaîne est déclenchée. Dans une réaction complète, chaque noyau de la matière fissile se divise en deux noyaux plus légers (produits de fission) et libère en plus des neutrons. Ces derniers vont alors percuter d'autres atomes de matière fissile, qui à leur tour vont libérer des neutrons et ainsi de suite. La réaction en chaîne est déclenchée, et la matière dégage une énergie colossale en comparaison de la quantité de matière fissile mise en jeu. Cependant, dans une bombe atomique, seule une petite fraction (parfois très faible) du matériau fissible est effectivement consommée avant d'être dissipée par l'explosion, ce qui diminue d'autant la puissance de l'explosion au regard de l'énergie potentielle de la masse fissible.
À quantité égale de réactifs, l'énergie dégagée lors d'une réaction de fission peut être de l'ordre de la centaine de millions de fois plus grande que celle dégagée par une réaction chimique. Cette énergie se transforme très rapidement en chaleur, par freinage de ces produits de fission dans la matière avoisinante.

### Bombe A dopée
Une arme à fission dopée est un type d'arme nucléaire qui utilise une petite quantité de combustible destinée à fusionner, afin d'en augmenter le taux de fission et donc la puissance. Dans une bombe H, la puissance de l'étage primaire, et sa capacité à provoquer l'explosion du secondaire, sont augmentées (dopées) par un mélange de tritium, qui subit une réaction de fusion nucléaire avec du deutérium. L'idée du dopage a été initialement développée entre l'automne 1947 et automne 1949, à Los Alamos. Une autre signification concerne un type de bombe nucléaire obsolète à un seul étage, qui utilise la fusion thermonucléaire sur une grande échelle pour créer des neutrons rapides, pour provoquer la fission d'uranium appauvri, mais qui n'est pas une bombe à hydrogène en deux étages.
Le dopage repose sur la réaction suivante :
D + T → 4He + n + 17,6 MeV
(D étant un noyau de deutérium 2H, T un noyau de tritium 3H, n un neutron et p un proton)
Cette réaction (fusion deutérium-tritium) est relativement facile à démarrer, les conditions de température et de compression sont à la portée d'une réaction de fission. Le taux de réaction de fusion devient généralement significatif à partir de 20 à 30 mégakelvins. Cette température est atteinte à des niveaux d'efficacité très faibles, alors que moins de 1 % de la matière fissile a fissionné (correspondant à une puissance de l'ordre de quelques centaines de tonnes de TNT). Elle est par elle-même insuffisante pour démarrer une explosion thermonucléaire, mais peut être employée pour doper la réaction.
Quelques grammes de deutérium et de tritium sont placés au centre du cœur fissible, où l'explosion de la masse fissile crée des conditions de température et de pression suffisantes pour déclencher la fusion. Le processus de fusion en lui-même ne fait qu'ajouter une petite quantité d'énergie dans le processus, peut-être 1 %[réf. nécessaire]. La fusion crée surtout un flux important de neutrons très énergétiques.
Les neutrons libérés par les réactions de fusion ajoutés aux neutrons libérés par la fission provoquent un emballement accru des réactions de fission, dans la mesure où ce flux de neutrons arrive à un moment où le cœur est encore très sur-critique. Les neutrons augmentent substantiellement le taux de combustion du matériau fissible présent, plutonium ou uranium hautement enrichi. Les neutrons produits ont une énergie de 14,1 MeV, ce qui est suffisant pour provoquer la fission de l'U-238. Le nombre de réactions de fission augmente ainsi fortement avant que le cœur n'explose véritablement.
Pour donner une idée de l'efficacité du dopage, la fusion (supposée complète) d'une mole de tritium (3 g) et d'une mole de deutérium (2 g) peut être déclenchée avec moins de 1 % de l'énergie de fission et produit de l'ordre de 1 % de l'énergie de fission. Mais elle produit surtout une mole de neutrons (1 g), qui, en négligeant les pertes, pourrait fissionner une mole (239 g) de plutonium directement, produisant 4,6 moles de neutrons secondaires, qui fissionneraient à leur tour 4,6 autres moles de plutonium (1 099 g). Au total, la fission de 1,338 kg de plutonium en deux générations ajoute 23 kilotonnes d'équivalent TNT à l'explosion du cœur.
Cette approche est utilisée dans les armes modernes pour assurer une puissance suffisante à l'étage primaire, tout en autorisant une diminution importante de la taille et du poids et l'immunité aux rayonnements. De plus, les bombes à fission dopée peuvent plus facilement être immunisées des rayonnements neutroniques parasites issus d'explosions nucléaires proches.